# Antoine Morlot
Pour les articles homonymes, voir Morlot.
Antoine Morlot, né le 5 mai 1766 à Bousse dans le Luxembourg français et mort le 22 mars 1809 à Bayonne, dans les Pyrénées-Atlantiques, est un général français de la Révolution et de l’Empire. Après avoir servi pendant presque huit ans dans l'armée royale, il devient officier dans un bataillon de volontaires au début de la Révolution française. En 1792, il se bat avec distinction au siège de Thionville et dans plusieurs autres affaires, ce qui lui vaut d'être promu général de brigade en 1793. S'étant illustré une nouvelle fois à la tête d'une brigade lors de la bataille de Kaiserslautern, Morlot est nommé général de division à l'armée de la Moselle et se signale en 1794 à Arlon, Lambusart, Fleurus et Aldenhoven.
Au cours de l'année 1796, alors que sa division stationne dans la région d'Aix-la-Chapelle, Morlot se brouille avec un représentant de l'administration militaire et est relevé de ses fonctions. Réintégré peu après, il oscille plusieurs années entre commandements de l'intérieur et périodes d'inactivité. Il retrouve les champs de bataille en 1808 en se voyant confier une division de recrues destinée à la guerre d'Espagne. Ses soldats sont engagés à la bataille de Tudela ainsi qu'au second siège de Saragosse, où le général contracte une fièvre qui lui est fatale ; il meurt le 22 mars 1809. Enterré au cimetière du Père-Lachaise, son nom est inscrit sur l'arc de triomphe de l'Étoile à Paris.

## Biographie

### De l'artilleur au général de division
Antoine Morlot naît le 5 mai 1766 à Bousse, dans le Luxembourg français, du mariage de Pierre Morlot, petit commerçant, et Anne Bluet. Il est le plus jeune des quatre fils du couple. Selon l'un de ses biographes, « les Morlot sont issus d’une vieille famille guénangeoise, connue depuis 1680 ». 
Le 7 décembre 1782 il s'enrôle dans le corps royal d'artillerie et y sert jusqu'au 28 septembre 1790. Alors que la Révolution française n'en est qu'à ses débuts, il est élu capitaine au 3e bataillon de volontaires nationaux de la Moselle et est employé à l'armée du même nom. Il se montre brave et compétent pendant la campagne de 1792 à 1793, particulièrement lors du siège de Thionville. Du 3 au 5 septembre 1792, 3 à 4 000 soldats français défendent la ville avec brio contre une armée de 20 000 Autrichiens et émigrés. Dépourvus d'artillerie lourde, les assaillants sont contraints de se retirer. La résistance de Thionville est toutefois à mettre en parallèle, à la même époque, au cas de la forteresse de Verdun, tombée aux mains d'une armée prussienne après un simulacre de résistance. 

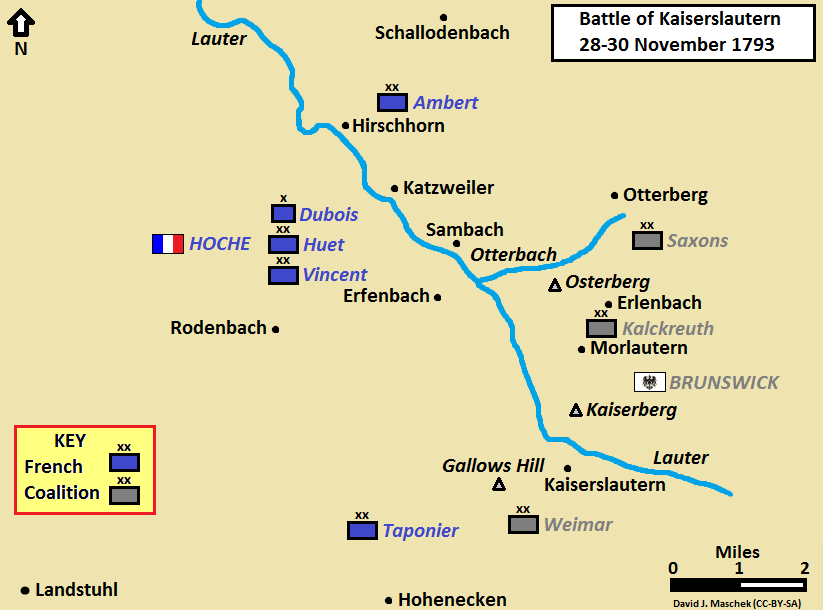
Schéma de la bataille de Kaiserslautern montrant les positions respectives des deux armées.

Quant à Morlot, il est nommé général de brigade le 20 septembre 1793, sans être passé par les grades intermédiaires. Quelques jours plus tard, du 28 au 30 novembre, il participe activement à la bataille de Kaiserslautern à la tête d'une brigade de l'armée de la Moselle, sous le commandement en chef du général Hoche. La brigade Morlot se compose alors des 1ers bataillons des 44e et 81e demi-brigades de ligne et du 1er bataillon de volontaires des Ardennes, des 2e bataillons de la 71e demi-brigade de ligne et des volontaires de la Haute-Marne et enfin du 6e bataillon de volontaires de la Meurthe. À l'issue des combats, les Français battent en retraite après avoir laissé sur le terrain 2 400 tués ou blessés, 700 prisonniers et deux canons, contre seulement 806 pertes prussiennes et saxonnes. Au cours de l'affrontement, Morlot, avec cinq bataillons, mène une attaque sur une position défendue par de l'infanterie et de nombreux canons. Forcé de reculer devant la supériorité numérique de ses adversaires, il parvient néanmoins à échapper à la vindicte de la cavalerie ennemie et à regagner son emplacement initial dans les lignes françaises. Ayant suivi l'exploit accompli par son subordonné, Hoche vient féliciter Morlot en personne et l'embrasse.
Le général contribue par la suite à la levée du siège de Landau, qui résiste depuis cinq mois aux Coalisés et est finalement délivrée le 23 décembre 1793. À la suite de ce succès, Morlot est élevé au grade de général de division à titre provisoire le 3 décembre 1793, promotion qui est confirmée le 28 janvier 1794. À cette période, l'armée de la Moselle dirigée par Hoche et l'armée du Rhin commandée par le général Pichegru concertent leurs efforts afin de repousser les troupes d'invasion hors d'Alsace, et au mois de décembre, les Français sont victorieux lors de la bataille de Wissembourg.

### Parcours sous la Révolution française
En février 1794, Morlot est l'un des sept divisionnaires de l'armée de la Moselle. Les troupes sous ses ordres comprennent le 1er bataillon respectif de la 1re demi-brigade de ligne et des volontaires du Haut-Rhin, les 2e bataillons des 17e et 43e de ligne, les 3e bataillons des volontaires du Bas-Rhin, du Loiret, de la Meuse et du Puy-de-Dôme, les 4e bataillons des volontaires de la Côte-d'Or et de la Moselle, les 6e et 7e bataillons des volontaires de la Meurthe et enfin les 1er et 14e régiments de dragons. Au 22 mars, sa division opère au corps gauche de l'armée de la Moselle commandé par le général Hatry ; son effectif à la date du 20 mai est de 11 573 hommes, mais sa composition a été modifiée entre-temps : elle se compose désormais des 1re, 34e, 110e et 177e demi-brigades de ligne, du 14e dragons, du 10e régiment de cavalerie et d'un détachement de gendarmes. Un état de situation établi pour le 3 juin montre que la division Morlot a été encore affaiblie malgré un effectif toujours important (8 210 soldats) : elle ne compte en effet plus dans ses rangs que la 1re demi-brigade de ligne (2 190 hommes), la 34e de ligne (2 354 hommes) et la 110e de ligne (2 709 hommes), le 14e dragons (445 hommes), le 10e de cavalerie (416 hommes) et la 30e compagnie d'artillerie légère (96 hommes).
Morlot combat avec distinction le 26 germinal au cours la prise d'Arlon, puis le 5 prairial au passage de la Meuse près de Dinant et enfin le 28 du même mois à celui de la Sambre, près de Charleroi : contraint d'abandonner le village de Gosselies, il conserve néanmoins sept pièces d'artillerie enlevées à ses adversaires. Le 8 messidor, jour de la bataille de Fleurus, placé en avant de ce village et attaqué par le corps du général autrichien Quasdanovich, non seulement il se maintient dans cette position, mais s'apercevant que la division du général Championnet va être mise en déroute, il lui porte efficacement secours par une charge à la baïonnette qu'il dirige en personne. Il se distingue de nouveau devant Maestricht, à la bataille d'Aldenhoven (1794), et la campagne de l'an II terminée, il sert de l'an III à l'an V aux armées du Nord, de Sambre-et-Meuse et de Hollande. 
Investi, après la conquête de ce pays, du commandement d'Aix-la-Chapelle et des contrées situées entre Meuse et Rhin, un conflit d'autorité s'élève entre lui et le directeur général de la police que le Directoire y a envoyé vers la fin de l'an IV. Cet agent, blessé de l'opposition qu'apporte Morlot à ses empiétements sur les droits et les immunités des généraux en ce qui concerne la police militaire, le dénonce comme concussionnaire, et le Directoire, sans examen, sans enquête préalable, le destitue le 5 brumaire an V. Morlot, qui se justifie complètement, est réintégré dans son grade le 5 nivôse de la même année, a le 11 fructidor le commandement de la 10e division militaire, puis de la 3e le 10 pluviôse an VI, et fait les campagnes des ans VII et VIII en Batavie, dans l'Ouest et dans les Grisons.

### Général de l'Empire

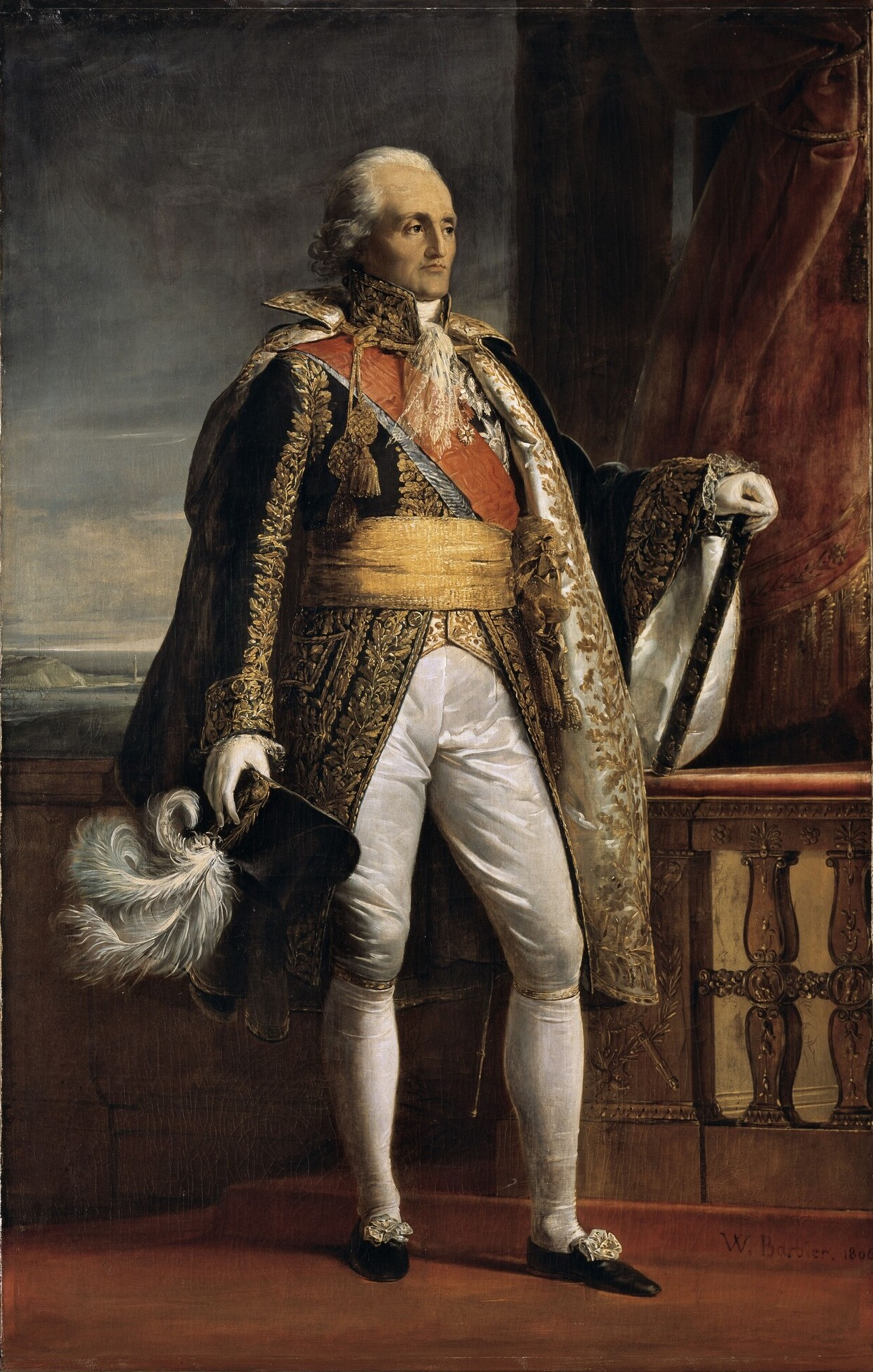
Le maréchal Bon-Adrien Jeannot de Moncey, commandant en chef le corps d'observation des côtes de l'Océan puis le 3e corps de l'armée d'Espagne.

En non-activité le 23 septembre 1801, Morlot devient membre de la Légion d'honneur le 10 décembre suivant avant d'être mis en disponibilité le 23 décembre. Il est fait commandant de l'ordre le 14 juin 1804 et de la 16e division militaire à titre provisoire le 20 novembre 1805, puis rejoint le corps d'observation de l'armée des côtes de l'Océan le 7 novembre 1807. 
En 1808, cette formation, dotée d'un effectif de 29 341 hommes, est sous les ordres du maréchal Bon-Adrien Jeannot de Moncey. Le général Morlot commande la 3e division (7 149 hommes) composée des 9e, 10e et 11e régiments provisoires et d'un bataillon du régiment de Prusse ; ses brigadiers sont Claude-Joseph Buget et Simon Lefebvre. Les soldats confiés à Morlot sont des conscrits des classes 1808 et 1809 appelés sous les drapeaux l'année précédente. Chaque régiment provisoire est formé de quatre bataillons de 560 hommes tirés des dépôts du sud de la France : comme le souligne l'historien Charles Oman, « il n'y avait aucun soldat chevronné dans leurs rangs : les officiers étaient pratiquement tous des demi-soldes rappelés ou de jeunes sous-lieutenants fraîchement nommés ». C'est en grande partie avec des unités de ce calibre que l'armée française entreprend d'envahir l'Espagne en 1808.
Morlot ne participe pas à l'expédition infructueuse de Moncey contre Valence en juin 1808, sa division étant chargée de la protection de Madrid. Lorsque la nouvelle du désastre de Bailén parvient aux autorités françaises, la division Morlot est scindée en deux groupes : la brigade Buget (3 700 hommes) reste à proximité de Madrid tandis que la brigade Lefebvre est temporairement affectée au corps du maréchal Jean-Baptiste Bessières. La capitale espagnole est rapidement abandonnée et les forces napoléoniennes se replient derrière l'Èbre. Avant de repartir en campagne, la 3e division de Morlot, faisant toujours partie du corps de Moncey devenu le 3e de l'armée d'Espagne, est réorganisée. En effet, le 5e régiment provisoire devient le 116e régiment d'infanterie de ligne à deux bataillons alors que les 9e et 10e régiments provisoires sont fusionnés pour donner naissance au 117e de ligne à quatre bataillons ; quant aux bataillons prussiens et irlandais de la division, ils sont employés en tant que garnisons au nord-est de l'Espagne.
Le 23 novembre 1808, les 4 000 hommes de la division Morlot sont engagés à la bataille de Tudela. Aux premières heures du jour, le maréchal Jean Lannes ébranle ses troupes en direction de Tudela, où il arrive à 9 h. L'armée espagnole déployée dans la zone est prise au dépourvu et n'a pas le temps de préparer correctement sa défense. Désireux d'exploiter cet avantage, Lannes ordonne aux six bataillons de la division Morlot d'attaquer frontalement les positions adverses sur la colline de Santa Barbara, mais la 5e division espagnole, forte de 6 500 hommes, se déploie juste à temps pour repousser cet assaut. Lannes décide alors de patienter quelques heures pour permettre au reste de ses forces de le rejoindre, avant de reprendre l'offensive avec les divisions Morlot et Maurice Mathieu. La brigade de tête de Morlot essuie de lourdes pertes dans sa progression, mais le général détache un de ses bataillons dans un ravin que les Espagnols n'ont pas cru bon de faire surveiller : en peu de temps, le détachement français prend pied sur la colline, ce que voyant, Morlot s'empresse de diriger des renforts sur ce point. Les défenseurs doivent céder et se replient en désarroi.

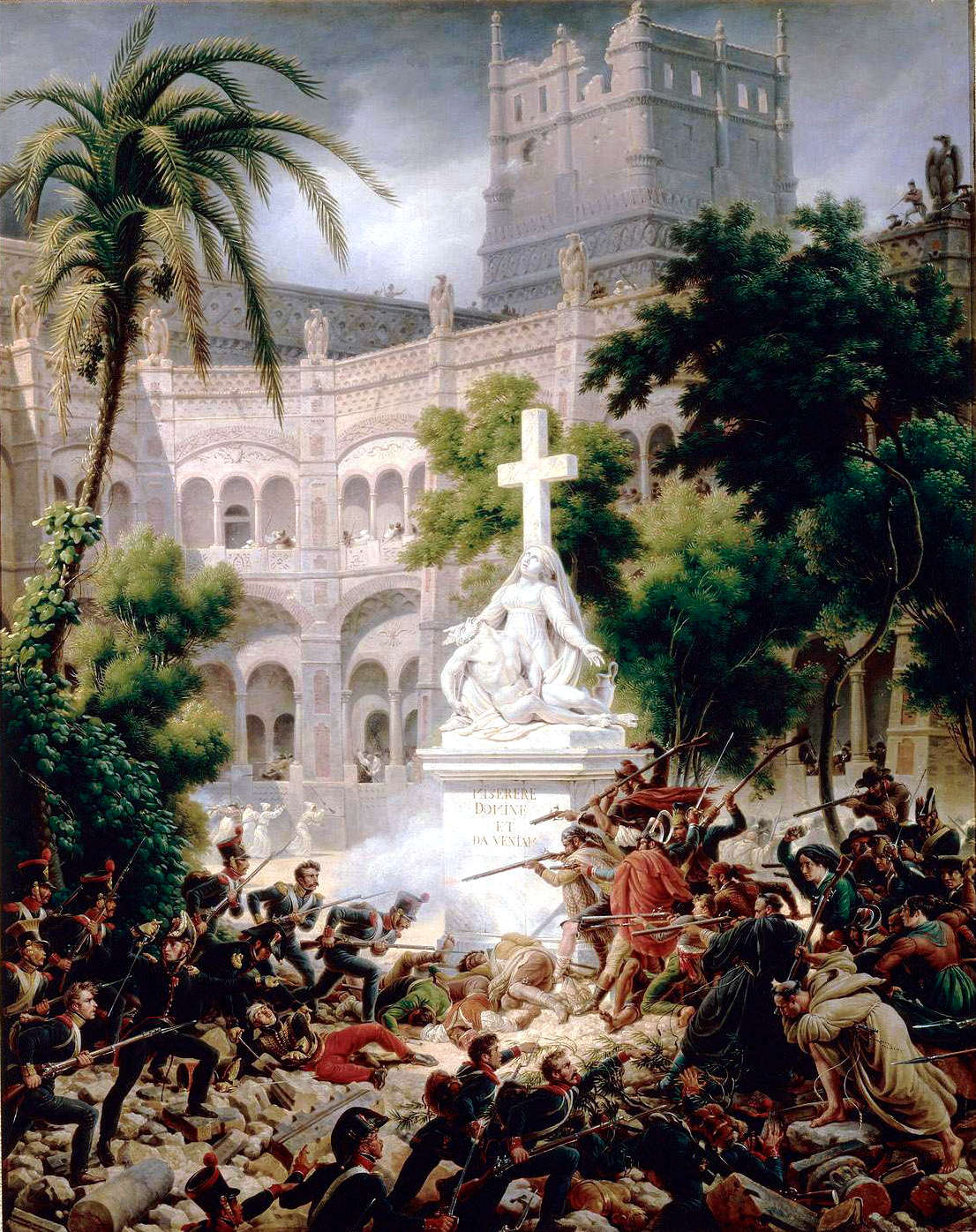
Combat de rue entre Français et Espagnols lors du second siège de Saragosse, en 1809. Tableau de Louis-François Lejeune.

À la fin du mois de novembre 1808, les 1re, 3e et 4e divisions du 3e corps de Moncey ainsi que le 6e corps du maréchal Michel Ney atteignent Saragosse. Ney étant rapidement détaché en mission ailleurs, Moncey et ses 15 000 hommes se retrouvent seuls face à 30 000 Espagnols. Le maréchal juge plus prudent de se retirer à quelque distance de la place en attendant la venue du 5e corps. En décembre, la division Morlot est renforcée à deux reprises, d'abord par quatre bataillons du 121e de ligne tout juste arrivé sur le front et ensuite par trois bataillons du 5e léger ainsi que quatre bataillons de la 2e légion de réserve, auparavant rattachés à la 4e division du corps qui vient d'être dissoute. Durant cette période, le 3e corps de Moncey est durement touché par la maladie : alors que les soldats hospitalisés n'étaient encore que 7 741 en octobre 1808, ils sont environ 13 000 en janvier 1809.
En dépit de ces conditions difficiles, les Français assiègent Saragosse pour la seconde fois du 20 décembre 1808 au 20 février 1809. Le deuxième jour du siège, les divisions Morlot et Grandjean s'emparent du Monte Terrero. Le 29 décembre, Moncey est remplacé au commandement du 3e corps par le général Jean-Andoche Junot. Après le départ d'une division du 5e corps le 2 janvier, les hommes de Morlot sont chargés d'attaquer le secteur ouest de la ville. Le 22, le maréchal Lannes prend la direction des opérations. Dès le 28, les assaillants se sont rendus maîtres d'une grande partie de l'enceinte de Saragosse mais le combat se poursuit dans les rues où les Espagnols résistent avec acharnement. Soucieux de limiter ses pertes, Lannes fait détruire méthodiquement les défenses espagnoles à coups de canon ou au moyen d'un intense travail de sape.
Le 12 février, des femmes espagnoles se présentent en grand nombre devant les lignes de Morlot et supplient les soldats de les laisser regagner leurs villages ; en guise de réponse, les assiégeants les refoulent à l'intérieur de la place, non sans avoir distribué à chacune une miche de pain. Après deux mois de siège, Saragosse tombe aux mains des Français. Cependant, le bilan humain est très lourd : 54 000 morts chez les Espagnols, parmi lesquels 20 000 soldats, dont seulement 6 000 ont péri dans les combats, les autres ayant succombé à la maladie (en particulier le typhus) ; les pertes françaises, en majorité essuyées par le 3e corps, sont quant à elles estimées à 10 000 morts dont 4 000 au combat et les autres de maladie.        
Atteint au cours du siège d'une fièvre cérébrale, Antoine Morlot meurt à Bayonne le 22 mars 1809. Il est inhumé au cimetière du Père-Lachaise à Paris (59e division).

## Postérité
En août 1996, le général Morlot et ses descendants sont exhumés de la chapelle familiale, sur ordre de l'Administration des cimetières qui reprend possession de l'emplacement. Son nom est inscrit sur le côté Nord de l'arc de triomphe de l'Étoile.